# Anouk Aimée
Pour les articles homonymes, voir Anouk, Dreyfus et Aimée.
Anouk Aimée est une actrice française née le 27 avril 1932 à Paris 17e et morte le 18 juin 2024 à Paris 18e.
Elle est révélée par son rôle de la danseuse Lola dans le film du même nom et sa suite du cinéaste Jacques Demy. Elle reçoit pour ce rôle une nomination pour le British Academy Film Award de la meilleure actrice étrangère en 1963 ainsi qu'une Étoile de cristal de la meilleure actrice, en 1961. L'actrice est une des muses du cinéaste avec Catherine Deneuve et Danielle Darrieux.
Elle obtient une reconnaissance internationale pour son rôle d'Anne Gauthier dans la trilogie Un homme et une femme (1966, 1986 et 2019) de Claude Lelouch. Elle reçoit un Golden Globe et une nomination à l'Oscar de la meilleure actrice pour le premier volet.
Elle est également nommée au César de la meilleure actrice en 1979 pour Mon premier amour avant de recevoir un César d'honneur pour l'ensemble de sa carrière, vingt-trois ans plus tard.
Icône de la Nouvelle Vague, Anouk Aimée tourne sous la direction de nombreux metteurs en scène, dont Claude Lelouch, Jacques Demy, Agnès Varda, Federico Fellini, Charlotte de Turckheim, Philippe de Broca, George Cukor et Robert Altman.

## Biographie

### Enfance
Nicole Françoise Florence Dreyfus naît le 27 avril 1932 dans le 17e arrondissement de Paris de parents comédiens, Henry Dreyfus dit Henry Murray (1907-1984), et Geneviève Marie Thérèse Durand dite Geneviève Soria (1912-2008). Ses parents divorcent en mars 1939 alors qu'elle n'a que sept ans.
Elle grandit entre Paris et Barbezieux-Saint-Hilaire (Charente), où elle est envoyée par sa mère pour fuir les rafles juives à Paris. Pour échapper au port de l'étoile jaune, elle adopte son deuxième prénom et le nom de sa mère, devenant ainsi Françoise Durand (ou Françoise Soreas selon France-Soir). Inscrite en pensionnat à Morzine, elle y rencontre Roger Vadim.

### Carrière
Anouk Aimée est repérée pour sa beauté par Henri Calef, dans un restaurant chinois à Paris où elle dîne avec sa mère ; elle débute au cinéma à l'âge de 14 ans. Il lui donne le rôle d'Anouk dans La Maison sous la mer (1947). Marcel Carné l'engage ensuite pour La Fleur de l'âge (1947). Le film demeure inachevé, mais sur le tournage, elle fait la rencontre de Jacques Prévert, scénariste du film. Elle choisit de prendre pour pseudonyme le prénom de son premier personnage, Anouk, auquel Prévert lui suggère d'ajouter le nom d'Aimée.
Après des études secondaires en Angleterre, elle suit des cours d'art dramatique et de danse, le métier qu'elle aurait voulu faire, avec Andrée Bauer-Thérond. Elle joue dans Les Amants de Vérone (1948) d'André Cayatte, face à Serge Reggiani, sur un scénario de Jacques Prévert avant de prêter sa voix à la bergère dans la première version du Roi et l'Oiseau (1952) de Paul Grimault, puis tourne dans deux films d'Alexandre Astruc qui achèvent de la lancer.
Sur le tournage de Dangerous Meeting sur la Côte d'Azur, Anouk Aimée fait la rencontre de Nikos Papatakis, le patron du cabaret La Rose rouge à Saint-Germain-des-Prés. Pour la séduire, il lui fait rencontrer Pablo Picasso, Raymond Queneau, Jean Cocteau ou encore Jean Genet, qui écrit pour elle le scénario Les Rêves interdits. Il souhaite réaliser le film lui-même, mais ne trouve pas de financement. Ayant besoin d'argent, il vend son scénario à Tony Richardson qui le met en scène en 1966 sous le titre Mademoiselle avec Jeanne Moreau.
Elle participe à des films prestigieux tels Pot-Bouille de Julien Duvivier et Montparnasse 19 de Jacques Becker au côté de Gérard Philipe ainsi qu'au premier film réalisé par Jean-Pierre Mocky. Très tôt, elle travaille en Grande-Bretagne, en Allemagne et en Italie. Dans ce pays elle tourne avec les plus grands, Vittorio De Sica, Alberto Lattuada, Alessandro Blasetti, Sergio Leone, Dino Risi, plus tard Marco Bellocchio ou encore Bernardo Bertolucci.

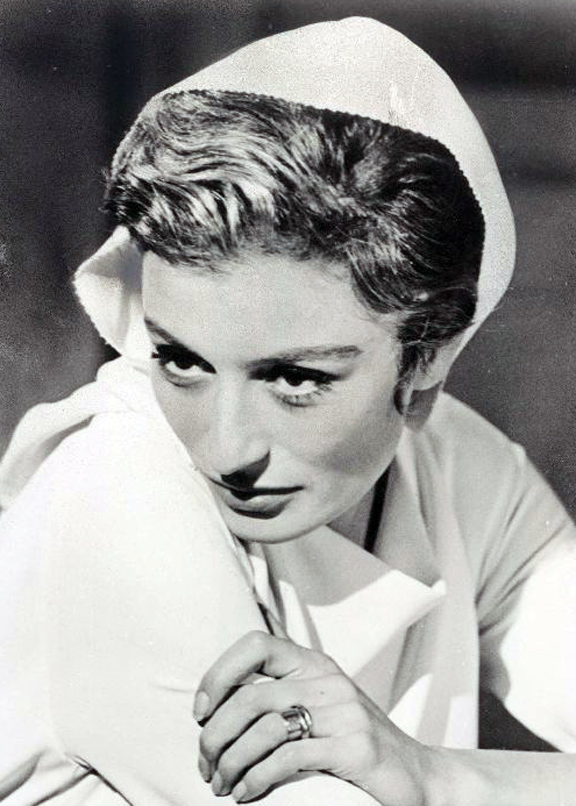
Anouk Aimée dans Huit et demi (1963).

En 1960, Federico Fellini l'engage pour jouer le rôle central de Maddalena dans La dolce vita, puis lui donne le rôle tout aussi important de Luisa dans Huit et demi avec Marcello Mastroianni pour partenaire. À la même période, elle interprète une mythique Lola dans le film homonyme de Jacques Demy — elle retrouve le même personnage en 1969 dans Model Shop tourné en Amérique — et joue dans Le Farceur, une comédie de Philippe de Broca, associée à Jean-Pierre Cassel.
En 1966, elle tient le rôle principal aux côtés de Jean-Louis Trintignant dans le film Un homme et une femme, de Claude Lelouch, qui fait un triomphe international, et dans lequel les deux comédiens forment l'un des couples les plus fameux du cinéma français. Son rôle lui vaut un Golden Globe de la meilleure actrice dramatique et une nomination à l'Oscar. Quelques années plus tard, elle est engagée à Hollywood et collabore avec Sidney Lumet et George Cukor.
La pluralité de ses choix de tournage fait d'Anouk Aimée une vedette capable de donner la réplique aux plus grands, tels que Catherine Deneuve et Yves Montand. Son charme énigmatique, salué par les critiques, en fait la « grande sœur » de Dominique Sanda et de Fanny Ardant.
Mariée à Albert Finney de 1970 à 1978, elle fait une pause de sept ans, s'installant à Londres et se consacrant à sa vie familiale.
Au théâtre, de 1990 à 2014, Anouk Aimée s'illustre aux côtés de Bruno Cremer, Jean-Louis Trintignant, Philippe Noiret, Jacques Weber, Alain Delon et Gérard Depardieu dans la pièce Love Letters. À la télévision elle tourne notamment Adrienne Mesurat réalisé par Marcel L'Herbier, tiré du roman de Julien Green, avec pour partenaire Alain Cuny (1953), Une page d'amour d'Élie Chouraqui d'après Émile Zola en compagnie de Bruno Cremer (1980), Mon dernier rêve sera pour vous avec Francis Huster en François-René de Chateaubriand (1989), L'Amour maudit de Leisenbohg sous la direction d'Édouard Molinaro d'après Arthur Schnitzler (1991), L'Île bleue de Nadine Trintignant (2001).

### Mort

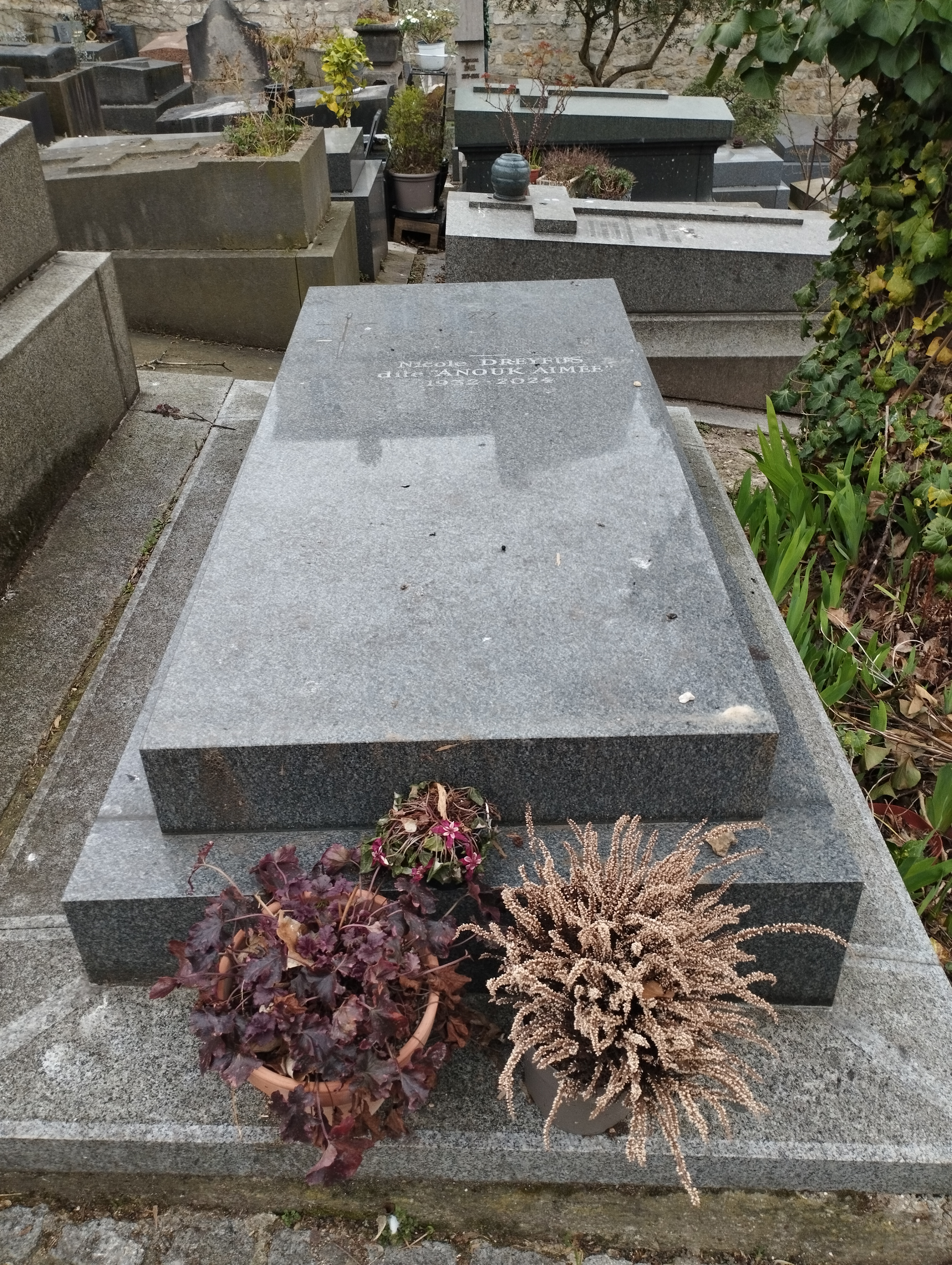
Tombe d'Anouk Aimée au cimetière Saint-Vincent de Montmartre.

Le 18 juin 2024, sa fille Manuela annonce la mort d'Anouk Aimée survenue le jour même à son domicile, situé impasse Girardon dans le 18e arrondissement de Paris. Ses obsèques se tiennent dans la plus stricte intimité le 25 juin au cimetière Saint-Vincent de Montmartre, où elle est inhumée dans le caveau familial, en présence de sa fille, de sa petite fille, Galaad Milinaire, et son arrière-petite-fille, Mila Limouse Milinaire, ainsi que certains de ses amis proches, parmi lesquels Claude Lelouch, Nadine Trintignant, Élie Chouraqui, Charlotte Rampling, Richard Berry, Dominique Besnehard et Élisabeth Tanner.

### Vie privée et engagements
Anouk Aimée a été mariée quatre fois :
- avec Édouard Zimmermann du 14 février 1949 à octobre 1950 ;
- avec le réalisateur et directeur artistique Nikos Papatakis de 1951 à 1958, avec qui elle a eu une fille, Manuela, née en 1951.
- avec le chanteur Pierre Barouh, rencontré sur le film Un homme et une femme, de 1966 à 1969[14] ;
- avec l'acteur britannique Albert Finney de 1970 à 1978[10].

Elle a eu une brève relation avec les acteurs Warren Beatty et Omar Sharif, juste avant d'épouser Albert Finney. Elle a également vécu  avec le réalisateur Élie Chouraqui.
Anouk Aimée s'est engagée pour la protection de la nature et des animaux, étant notamment une amie fidèle du Dr Jane Goodall et membre de l'Institut Jane Goodall France.

## Théâtre
- 1953 : Sud de Julien Green
- 1990 : Love Letters d'Albert Ramsdell Gurney, mise en scène Lars Schmidt, avec Bruno Cremer
- 1991 : Love Letters d'Albert Ramsdell Gurney, mise en scène Lars Schmidt, avec Jean-Louis Trintignant
- 2005 : Love Letters d'Albert Ramsdell Gurney, mise en scène Sandrine Dumas, avec Philippe Noiret, théâtre de la Madeleine
- 2006 : Love Letters d'Albert Ramsdell Gurney, mise en scène Sandrine Dumas, avec Jacques Weber
- 2008 : Love Letters d'Albert Ramsdell Gurney, mise en scène Alain Delon, avec Alain Delon, théâtre de la Madeleine
- 2014 : Love Letters d'Albert Ramsdell Gurney, mise en scène Benoît Lavigne, avec Gérard Depardieu, théâtre Antoine

## Filmographie

### Cinéma

#### Années 1940
- 1947 : La Maison sous la mer d'Henri Calef : Anouk (créditée sous le nom d'« Anouk »)
- 1947 : La Fleur de l'âge de Marcel Carné (film inachevé)
- 1949 : Les Amants de Vérone d'André Cayatte : Giorgia Maglia

#### Années 1950
- 1950 : La Salamandre d'or (Golden Salamander) de Ronald Neame : Anna (créditée sous le nom d'« Anouk »)
- 1951 : Conquête du froid de Jean Vidal (court-métrage)
- 1951 : Nuit d'orage (Noche de tormenta) de Jaime de Maroya et Marcel Jauniaux : Annette
- 1952 : La Bergère et le Ramoneur de Paul Grimault : la bergère (voix)
- 1952 : Le Rideau cramoisi (sketch du film Les Crimes de l'amour) d'Alexandre Astruc : Albertine
- 1952 : L'Homme qui regardait passer les trains (The Man Who Watched the Trains Go By) d'Harold French : Jeanne la prostituée
- 1955 : Les Mauvaises Rencontres d'Alexandre Astruc : Catherine
- 1955 : L'amour ne meurt jamais (Ich suche dich) d'O. W. Fischer : Françoise Maurer
- 1955 : Meurtre, Drogue et Compagnie (Contraband Spain) de Lawrence Huntington et Julio Salvador (es) : Elena Vargas (créditée sous le nom d'« Anouk »)
- 1956 : Nina de Rudolf Jugert : Nina Iwanowa
- 1956 : Stresemann d'Alfred Braun : Annette Stein
- 1957 : Tous peuvent me tuer d'Henri Decoin : Isabelle
- 1957 : Pot-Bouille de Julien Duvivier : Marie
- 1957 : Montparnasse 19 de Jacques Becker : Jeanne Hébuterne
- 1959 : Le Voyage (The Journey) d'Anatole Litvak : Eva
- 1959 : La Tête contre les murs de Georges Franju : Stéphanie
- 1959 : Les Dragueurs de Jean-Pierre Mocky : Jeanne

#### Années 1960

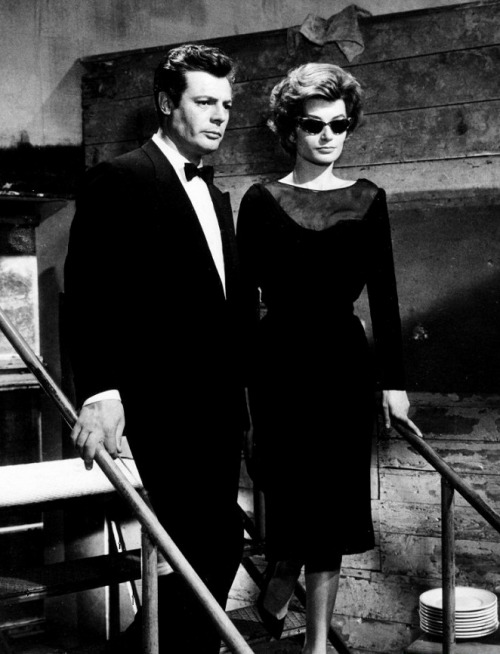
Anouk Aimée et Marcello Mastroianni dans La dolce vita (1960).

- 1960 : Quai Notre-Dame de Jacques Berthier : l'Antiquaire
- 1960 : La dolce vita de Federico Fellini : Maddalena
- 1961 : Lola de Jacques Demy : Lola (Cécile)
- 1961 : Le Jugement dernier (Il giudizio universale) de Vittorio De Sica : Irène
- 1961 : L'Imprévu (L'imprevisto) d'Alberto Lattuada : Claire
- 1961 : Le Farceur de Philippe de Broca : Hélène Laroche
- 1962 : Sodome et Gomorrhe (Sodoma e Gomorra) de Robert Aldrich : la reine Bera
- 1963 : Le Terroriste (Il terrorista) de Gianfranco De Bosio : Anna Braschi
- 1963 : Le Jour le plus court (Il giorno più corto) de Sergio Corbucci : Crocerossina
- 1963 : Les Grands Chemins de Christian Marquand : Anna
- 1963 : Le Coq du village (Liolà) d'Alessandro Blasetti : Mita Palumbo
- 1963 : Le Succès (Il successo) de Dino Risi et Mauro Morassi : Laura
- 1963 : Huit et demi (Otto e mezzo) de Federico Fellini : Luisa Anselmi
- 1963 : Le Serpent de Gibraltar de Alexandre Trannoy (film inachevé)[19]
- 1964 : La Fugue (La fuga) de Paolo Spinola : Luisa
- 1964 : San Salvador de Alexandre Trannoy (film inachevé)
- 1964 : Le Sexe des anges (Le voci bianche) de Pasquale Festa Campanile et Massimo Franciosa : Lorenza
- 1965 : Lo scandalo d'Anna Gobbi : Alessandra
- 1965 : Les Saisons de notre amour (Le stagioni de nostro amore) de Florestano Vancini : Francesca
- 1965 : L'Amant paresseux (Il morbidone) de Massimo Franciosa : Valeria
- 1966 : Un homme et une femme de Claude Lelouch : Anne Gauthier
- 1966 : Vivre pour vivre de Claude Lelouch : une spectatrice à la boxe (non créditée)
- 1968 : Un soir, un train d'André Delvaux : Anne
- 1968 : Model Shop de Jacques Demy : Lola
- 1969 : Le Rendez-vous (The Appointment) de Sidney Lumet : Carla
- 1969 : Justine de George Cukor : Justine

#### Années 1970
- 1976 : Si c'était à refaire de Claude Lelouch : Sarah Gordon
- 1978 : Mon premier amour d'Élie Chouraqui : Jane

#### Années 1980
- 1980 : Le Saut dans le vide (Salto nel vuoto) de Marco Bellocchio : Marta Ponticelli
- 1981 : La Tragédie d'un homme ridicule (La tragedia di un uomo ridicolo) de Bernardo Bertolucci : Barbara Spaggiari
- 1982 : Qu'est-ce qui fait courir David ? d'Élie Chouraqui : Hélène
- 1983 : Le Général de l'armée morte (Il generale dell'armata morta) de Luciano Tovoli : la comtesse Betsy Di Brenni
- 1984 : Le Succès à tout prix (Success Is the Best Revenge) de Jerzy Skolimowski : Monique des Fontaines
- 1984 : Viva la vie de Claude Lelouch : Anouk
- 1986 : Un homme et une femme : Vingt ans déjà de Claude Lelouch : Anne Gauthier
- 1987 : Papa et moi (Arrivederci e grazie) de Giorgio Capitani : Laura
- 1988 : La Table tournante de Paul Grimault et Jacques Demy : la bergère

#### Années 1990
- 1990 : Docteur Norman Bethune (Bethune: The Making of a Hero) de Phillip Borsos : Marie-France Coudaire
- 1990 : Il y a des jours... et des lunes de Claude Lelouch : elle-même
- 1993 : Rupture(s) de Christine Citti : Marthe
- 1993 : Les Marmottes d'Élie Chouraqui : Françoise
- 1995 : Les Cent et Une Nuits de Simon Cinéma d'Agnès Varda : l'actrice d'un jour
- 1995 : Prêt-à-porter (Ready to wear) de Robert Altman : Simone Lowenthal
- 1995 : Dis-moi oui d'Alexandre Arcady : Claire Charvet
- 1995 : L'Univers de Jacques Demy d'Agnès Varda : elle-même
- 1996 : Hommes, femmes : mode d'emploi de Claude Lelouch : la veuve
- 1997 : Riches, belles, etc. de Bunny Schpoliansky : la fée
- 1999 : 1999 Madeleine de Laurent Bouhnik : Eve
- 1999 : I Love L.A. (L.A. whitout a map) de Mika Kaurismäki : elle-même
- 1999 : Une pour toutes de Claude Lelouch : la femme du musicien

#### Années 2000

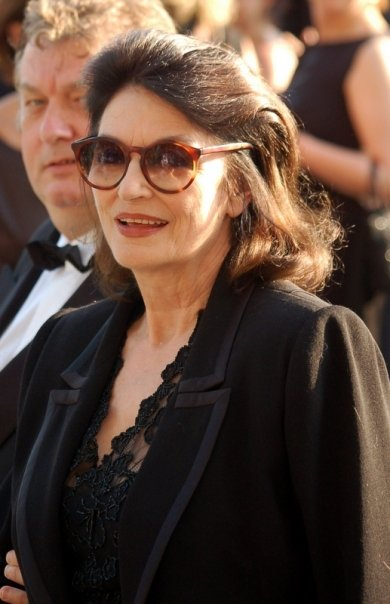
Anouk Aimée au festival de Cannes 2007.

- 2001 : Festival in Cannes d'Henry Jaglom : Millie Marquand
- 2003 : La Petite Prairie aux bouleaux de Marceline Loridan-Ivens : Myriam
- 2004 : Ils se marièrent et eurent beaucoup d'enfants d'Yvan Attal : la mère de Vincent
- 2006 : De particulier à particulier de Brice Cauvin : Nelly
- 2009 : Celle que j'aime d'Élie Chouraqui : une consommatrice dans un café

#### Années 2010
- 2010 : Ces amours-là de Claude Lelouch : Mme Blum
- 2010 : Paris Connections de Harley Cokeliss : Agnès St-Clair
- 2011 : Tous les soleils de Philippe Claudel : Agathe
- 2012 : Mince alors ! de Charlotte de Turckheim : Maman
- 2019 : Les Plus Belles Années d'une vie de Claude Lelouch : Anne Gauthier

### Télévision
- 1953 : Adrienne Mesurat de Marcel L'Herbier, d'après le roman de Julien Green : Adrienne Mesurat (émission de télévision)
- 1954 : Forever My Heart de Bernard Knowles : la femme légère (téléfilm)
- 1980 : Une page d'amour d'Élie Chouraqui : Hélène (téléfilm)
- 1991 : L'Amour maudit de Leisenbohg d'Édouard Molinaro : Claire Hell (téléfilm)
- 1993 : Des voix dans le jardin de Pierre Boutron (téléfilm)
- 1997 : Solomon de Roger Young : Bethsabée (mini-série)
- 2002 : L'Île bleue de Nadine Trintignant : Eugénie (téléfilm)
- 2002 : Napoléon d'Yves Simoneau : Letizia Bonaparte (mini-série)

## Anecdote
Le 24 juin 1965, Anouk Aimée fait partie d'un groupe de sept jeunes femmes, qui restent cloîtrées volontairement pendant 15 jours dans les grottes de Lacave. Il s'agit d'une étude sur les origines de l'obésité, menée par l'unité de recherche sur les maladies de la nutrition de l'hôpital Bichat.

## Distinctions

### Décoration
- Commandeur de l'ordre des Arts et des Lettres[22]

### Honneurs
- Médaille de la Ville de Barbezieux-Saint-Hilaire (Charente), le 25 août 2009[23]
- Médaille de la Ville de Paris, le 31 mai 2013[réf. souhaitée]

### Récompenses
- Étoiles de cristal 1960 : Meilleure actrice pour La dolce vita
- Golden Globes 1967 : Meilleure actrice dans un film dramatique pour Un homme et une femme
- BAFA 1968 : Meilleure actrice étrangère pour Un homme et une femme
- Festival de Cannes 1980 : Prix d'interprétation féminine pour Le Saut dans le vide
- César 2002 : César d'honneur
- Festival international du film de Berlin 2003 : Ours d'or d'honneur pour l'ensemble de sa carrière
- Rencontres internationales du cinéma de patrimoine 2009 : Prix Henri-Langlois pour l'ensemble de sa carrière
- Aigles d'or 2010 : Aigle d'or d'honneur pour sa contribution au cinéma

### Nominations
- Étoiles de cristal 1961 : Meilleure actrice pour Lola
- BAFA 1963 : Meilleure actrice étrangère pour Lola
- Oscars 1967 : Meilleure actrice pour Un homme et une femme
- Laurel Awards 1967 : Meilleure actrice dans un film dramatique pour Un homme et une femme
- Étoiles de cristal 1968 : Meilleure actrice pour Model Shop
- César 1979 : Meilleure actrice pour Mon premier amour